# Euphorbia fiherenensis
Euphorbia fiherenensis är en törelväxtart som beskrevs av Henri Louis Poisson. Euphorbia fiherenensis ingår i släktet törlar, och familjen törelväxter. IUCN kategoriserar arten globalt som livskraftig. Inga underarter finns listade i Catalogue of Life.

## Bildgalleri

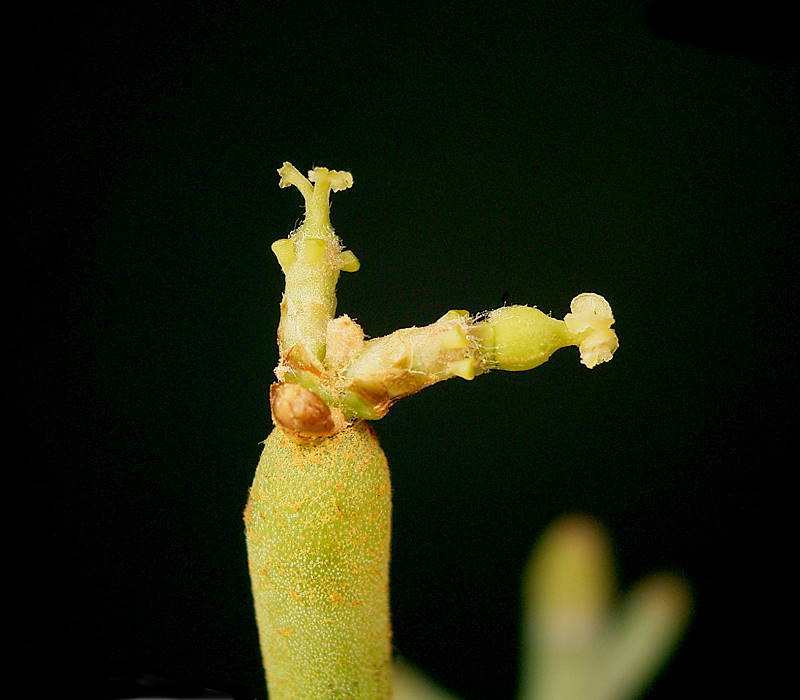